# دیوید کندی
دیوید کندی (انگلیسی: David M. Kennedy؛ زادهٔ ۲۲ ژوئیهٔ ۱۹۴۱) تاریخ‌نگار متخصص تاریخ آمریکا، و استاد دانشگاه اهل ایالات متحده آمریکا است. او استاد بازنشستهٔ کرسی مک‌لوهان دانشگاه استنفورد است و بیشتر مدیر مرکز بیل لین بوده‌است. کندی برای ترکیب تحلیل اقتصادی و تحلیل فرهنگی با تاریخ اجتماعی و تاریخ سیاسی شناخته شده‌است.
وی همچنین برندهٔ جوایزی همچون کمک‌هزینه گوگنهایم شده‌است.